# 불완전한 사랑 완전한 섹스
《불완전한 사랑 완전한 섹스》(이탈리아어: L'amore è imperfetto)는 2012년 공개된 이탈리아의 영화이다.

## 출연

### 주연
- 안나 포글리에타
- 브루노 월코위치
- 로레나 카치아토레
- 카밀라 필리피
- 줄리오 베루티

## 기타
- 미술: 마시모 산토마르코
- 시각효과: 로돌포 미그라아리
- 의상: 알레산드로 레이
- 의상: 알레산드로 레이